# Vladimir Abramovich Rokhlin
Vladimir Abramovich Rokhlin (em russo:  Влади́мир Абра́мович Ро́хлин; Bacu, 23 de agosto de 1919 — 3 de dezembro de 1984) foi um matemático soviético.
Obteve um doutorado em 1947, orientado por Abraham Plessner, com a tese The Lebesgue Spaces and their Automorphisms.
Suas principais área de interesse foram topologia, geometria e teoria ergódica. Entrou na Universidade Estatal de Moscou em 1935. Seus orientadores foram Andrei Kolmogorov e Lev Pontryagin.